# Tamansari (Pangkalan)
Tamansari is een bestuurslaag in het regentschap Karawang van de provincie West-Java, Indonesië. Tamansari telt 6355 inwoners (volkstelling 2010).